# Megapodius affinis
Megapodius affinis là một loài chim trong họ Megapodiidae.